# Norman Seip

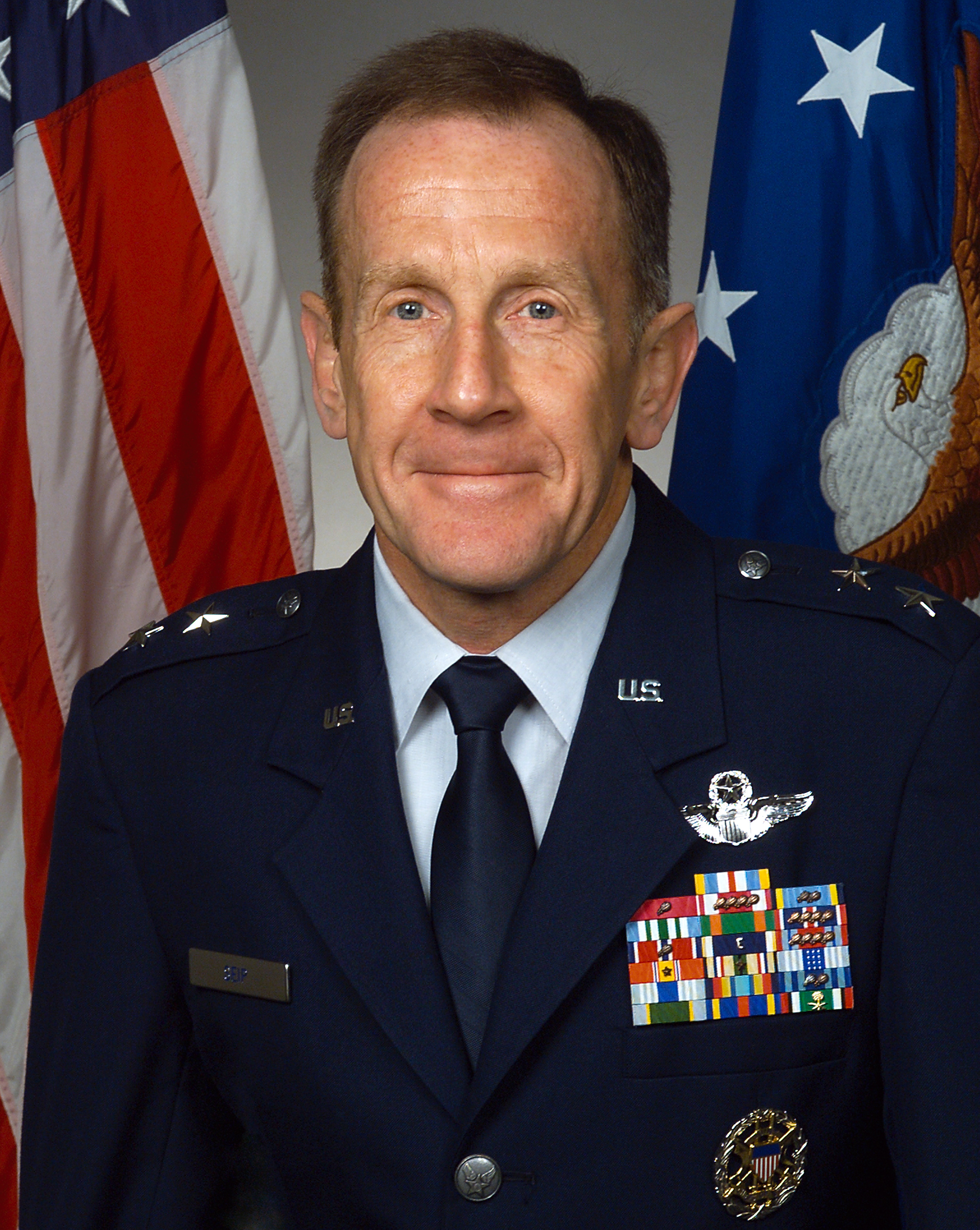
Norman R. Seip (2004)

Norman R. Seip (* um 1952) ist ein pensionierter Generalleutnant der United States Air Force. Er war unter anderem Kommandeur der 12. Luftflotte.
Im Jahr 1974 absolvierte er die United States Air Force Academy in Colorado Springs. Nach seiner Graduation wurde er als Leutnant in das Offizierskorps der Air Force aufgenommen. In der Folge durchlief er alle Offiziersgrade vom Leutnant bis zum Drei-Sterne-General.
Im Lauf seiner militärischen Karriere absolvierte er verschiedene Kurse und Schulungen. Dazu gehörten unter anderem eine Ausbildung zum Kampfpiloten und weitere Fortbildungskurse als Pilot neuer Flugzeugtypen; die Squadron Officer School (über einen Fernkurs); das Air Command and Staff College, das sich auf der Maxwell Air Force Base in Alabama befindet und das Air War College. Außerdem erhielt er einen akademischen Grad von der Golden Gate University in San Francisco.
In seinen frühen Jahren als Offizier der Luftwaffe war er an verschiedenen Stützpunkten in den Vereinigten Staaten stationiert. Dabei war er als Pilot, Flugausbilder oder Stabsoffizier bei unterschiedlichen Einheiten tätig. Dazwischen absolvierte er die erwähnten Schulungen. Zwischen August 1983 und März 1986 war er als Austauschoffizier bei der Marine. Dabei diente er unter anderem auf dem Flugzeugträger Nimitz.
Im Mai 1993 erhielt er als Oberstleutnant das Kommando über die 4. Nachschubschwadron (4th Operations Support Squadron), die auf der Seymour Johnson Air Force Base in North Carolina stationiert war. Dieses Amt bekleidete er bis zum Mai 1994. Danach kommandierte er bis zum Februar 1996 ebenfalls dort die 334. Kampfstaffel (334th Fighter Squadron). Gleichzeitig war er Generalinspekteur des dort ansässigen 4. Kampfgeschwaders (4th Fighter Wing).
Daran schloss sich eine Versetzung nach England an. Auf der Basis Lakenheat der Royal Air Force kommandierte er zwischen Februar 1996 und Oktober 1997 die 48th Operations Group. Anschließend gehörte er bis zum April 1999 dem Stab des Hauptquartiers der Air Force an. Danach kehrte Norman Seip zur Johnson AFB zurück, wo er zwischen April 1999 und Mai 2001 das 4. Kampfgeschwader (4th Fighter Wing) kommandierte. Zwischenzeitlich flog er Einsätze im Rahmen der Operation Northern Watch, der Operation Southern Watch und des Irakkriegs.
Es folgte eine Versetzung zum erweiterten Stab der Joint Chiefs of Staff in Washington, D.C., dem er bis Juli 2002 angehörte. Danach war er bis zum Mai 2004 Stabsoffizier in der Stabsabteilung für Operationen im Hauptquartier der Luftwaffe.
Als Nächstes wurde er stellvertretender Kommandeur der Luftstreitkräfte des United States Central Commands. Diese Aufgabe erfüllte er zwischen Mai 2004 und Juni 2005. Gleichzeitig war er stellvertretender Kommandeur der 9th Air and Space Expeditionary Task Force. Dabei war er an den Planungen der Luftoperationen im Irak und am Horn von Afrika beteiligt. Ab Juni 2005 bis zum Juni 2006 gehörte Seip erneut dem Stab des Hauptquartiers der Air Force an.
Im Juli 2006 übernahm er auf der Davis-Monthan Air Force Base in Arizona das Kommando über die 12. Luftflotte. Dieses Amt bekleidete er bis zum August 2009, als er von Glenn Spears abgelöst wurde. Diese Luftflotte ist die Luftkomponente des United States Southern Commands und besteht unter anderem aus sieben Geschwadern. Nach dem Ende dieser Berufung schied er aus dem aktiven Militärdienst aus.
Während seiner aktiven Zeit als Militärpilot absolvierte er über 4500 Flugstunden auf verschiedenen Flugzeugtypen.
Nach seiner Pensionierung wurde Norman Seip als unabhängiger Berater für Verteidigungsangelegenheiten und Fragen der Nationalen Sicherheit der USA tätig. Er wurde auch Präsident der Denkfabrik American Security Project, das sich auch mit Themen der Nationalen Sicherheit der USA befasst. Außerdem gehörte er dem Vorstand des Councils for a strong America an.

## Daten der Beförderungen
| Abzeichen | Rang               | Jahr              |
| --------- | ------------------ | ----------------- |
|           | Second Lieutenant  | 5. Juni 1974      |
|           | First Lieutenant   | 5. Juni 1976      |
|           | Captain            | 5. Juni 1978      |
|           | Major              | 1. Oktober 1985   |
|           | Lieutenant Colonel | 1. August 1990    |
|           | Colonel            | 1. August 1996    |
|           | Brigadier General  | 1. September 2000 |
|           | Major General      | 1. Oktober 2004   |
|           | Lieutenant General | 7. Juli 2006      |

## Orden und Auszeichnungen
Norman Seip erhielt im Lauf seiner militärischen Laufbahn unter anderem folgende Auszeichnungen:
- Air Force Distinguished Service Medal
- Defense Superior Service Medal
- Legion of Merit
- Bronze Star Medal
- Meritorious Service Medal
- Air Medal
- Aerial Achievement Medal
- Joint Service Commendation Medal
- Navy Achievement Medal

Hinzu kommen noch verschiedene ausländische Auszeichnungen. 